# 80-85
80-85 är Bad Religions första samlingsalbum, utgivet 18 maj 1992.
Albumet innehåller samtliga låtar från deras båda EP-skivor Bad Religion och Back to the Known, plus alla låtar från deras första album How Could Hell Be Any Worse?. Dessutom innehåller det de specialversioner av "Bad Religion", "Slaves" och "Drastic Actions" som inkluderades på samlingsskivan Public Service.

## Låtlista
1. "We're Only Gonna Die" (Greg Graffin) - 2:17
2. "Latch Key Kids" (Greg Graffin) - 1:44
3. "Part III" (Jay Bentley) - 1:54
4. "Faith in God" (Greg Graffin) - 1:54
5. "Fuck Armageddon... This is Hell" (Greg Graffin) - 2:55
6. "Pity" (Greg Graffin) - 2:05
7. "Into the Night" (Brett Gurewitz) - 3:29
8. "Damned to Be Free" (Greg Graffin) - 2:03
9. "White Trash (2nd Generation)" (Brett Gurewitz) - 2:25
10. "American Dream" (Brett Gurewitz) - 1:40
11. "Eat Your Dog" (Greg Graffin) - 1:06
12. "Voice of God is Government" (Jay Bentley) - 2:56
13. "Oligarchy" (Brett Gurewitz) - 1:06
14. "Doing Time" (Brett Gurewitz) - 3:05
15. "Bad Religion" (Brett Gurewitz) - 1:50
16. "Politics" (Greg Graffin) - 1:22
17. "Sensory Overload" (Brett Gurewitz) - 1:35
18. "Slaves" (Greg Graffin) - 1:20
19. "Drastic Actions" (Brett Gurewitz) - 2:40
20. "World War III" (Greg Graffin) - 0:58
21. "Yesterday" (Greg Graffin) - 2:40
22. "Frogger" (Greg Hetson) - 1:21
23. "Bad Religion" (Brett Gurewitz) - 2:11
24. "Along the Way" (Greg Graffin) - 1:36
25. "New Leaf" (Greg Graffin) - 2:57
26. "Bad Religion" (Brett Gurewitz) - 1:48
27. "Slaves" (Greg Graffin) - 1:07
28. "Drastic Actions" (Brett Gurewitz) - 2:32